# Lysandra ultrarufescens
Lysandra ultrarufescens är en fjärilsart som beskrevs av Bright och Leeds 1938. Lysandra ultrarufescens ingår i släktet Lysandra och familjen juvelvingar. Inga underarter finns listade i Catalogue of Life.